# Кендалл, Генри Кларенс
Ге́нри Ке́ндалл (англ. Henry Kendall, полное имя — Ге́нри Кла́ренс Ке́ндалл (англ. Henry Clarence Kendall); 18 апреля 1839 года, Улладулла, Новый Южный Уэльс, Австралия — 1 августа 1882 года, Сидней, Австралия) — австралийский поэт, прозванный «национальным поэтом Австралии».

## Биография
Томас Генри Кендалл родился 18 апреля 1839 года в прибрежном городе Улладулла в Новом Южном Уэльсе (Австралия). Его главные сочинения — книги стихов «Листья из австралийского леса» (англ. «Leaves from an Australian Forest», 1869) и «Песни с гор» (англ. «Songs from the Mountains», 1880).
Похоронен на кладбище Уэверли в восточном Сиднее.